# Membrane nictitante

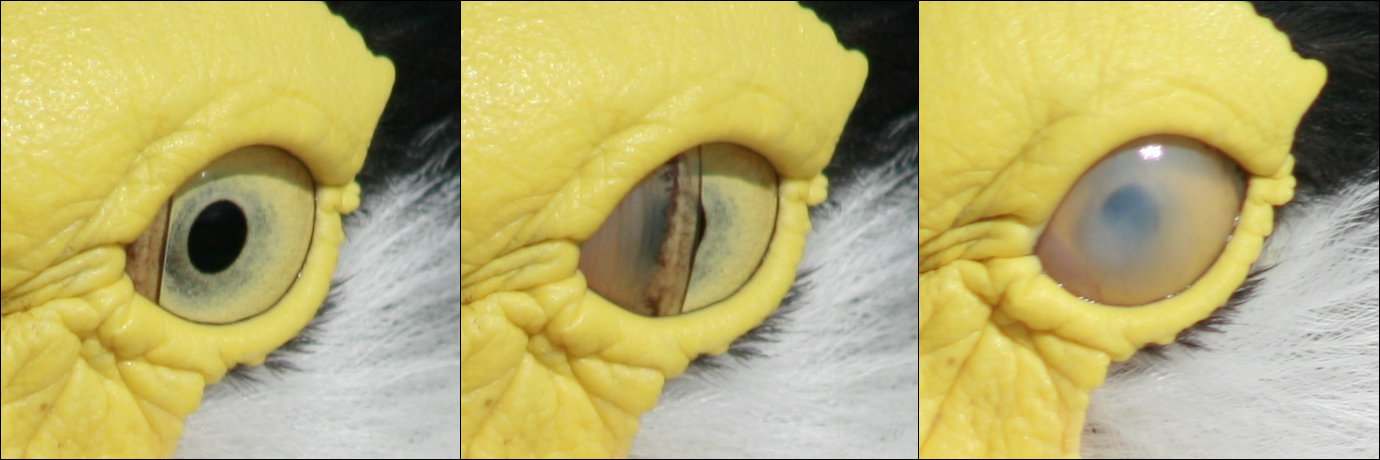
La membrane nictitante d'un vanneau soldat.

La membrane nictitante est une paupière supplémentaire transparente ou translucide que possèdent certains animaux qui recouvre l'œil afin de le protéger et l'humidifier tout en permettant une certaine visibilité.
De nombreux oiseaux et reptiles, ainsi que certains batraciens et poissons (notamment les requins) possèdent une membrane nictitante pleinement fonctionnelle alors que de nombreux mammifères ne possèdent qu'un vestige de cette membrane et des muscles associés dans le coin de l'œil (notamment le pli semi-lunaire chez l'homme),. Certains mammifères, tels que les camélidés, les chiens, chats, ours polaires, siréniens et oryctéropes, ont cependant une membrane nictitante complète. On la rencontre également chez les monotrèmes et les marsupiaux,.
Tous les primates, hormis l'Être humain et le Chimpanzé où elle est vestigiale, ont une membrane nictitante bien développée, mais celle-ci peut recouvrir la totalité de l'œil seulement chez deux espèces, l'Angwantibo de Calabar et le Potto de Bosman.

## Terminologie
Cette membrane est souvent appelée la « troisième paupière » dans le langage populaire et plica semilunaris ou palpebra tertia dans la terminologie scientifique.

## Fonctionnement et rôle

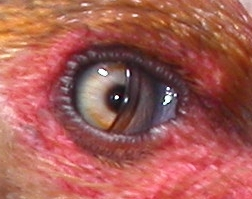
La membrane nictitante d'un poulet.

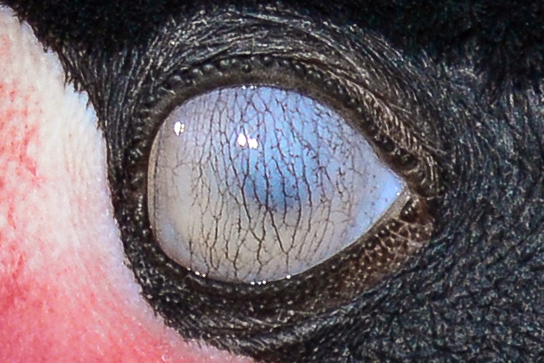
La membrane nictitante d'une grue couronnée.

Contrairement aux paupières « classiques », la membrane nictitante se déplace horizontalement sur le globe oculaire. Elle est normalement translucide. Chez certains animaux plongeurs tels que le castor et le lamantin elle recouvre l'œil lors de la plongée et chez certaines espèces, elle est transparente ; chez d'autres espèces telles que les lions de mer elle est utilisée sur la plage afin d'évacuer le sable et autres débris. C'est la fonction première de cette membrane.
Chez les oiseaux de proie, elle sert également à protéger les yeux des parents d'éventuels coups de leur progéniture lorsqu'ils les nourrissent. Chez les ours polaires, elle les protège de l'aveuglement dû à la neige. Chez les requins, elle protège leurs yeux du sang et des débris lors des combats ou pendant la chasse. Les piverts rigidifient leur membrane nictitante une milliseconde avant que leur bec frappe le tronc d'arbre afin d'empêcher leurs yeux de quitter leurs orbites.

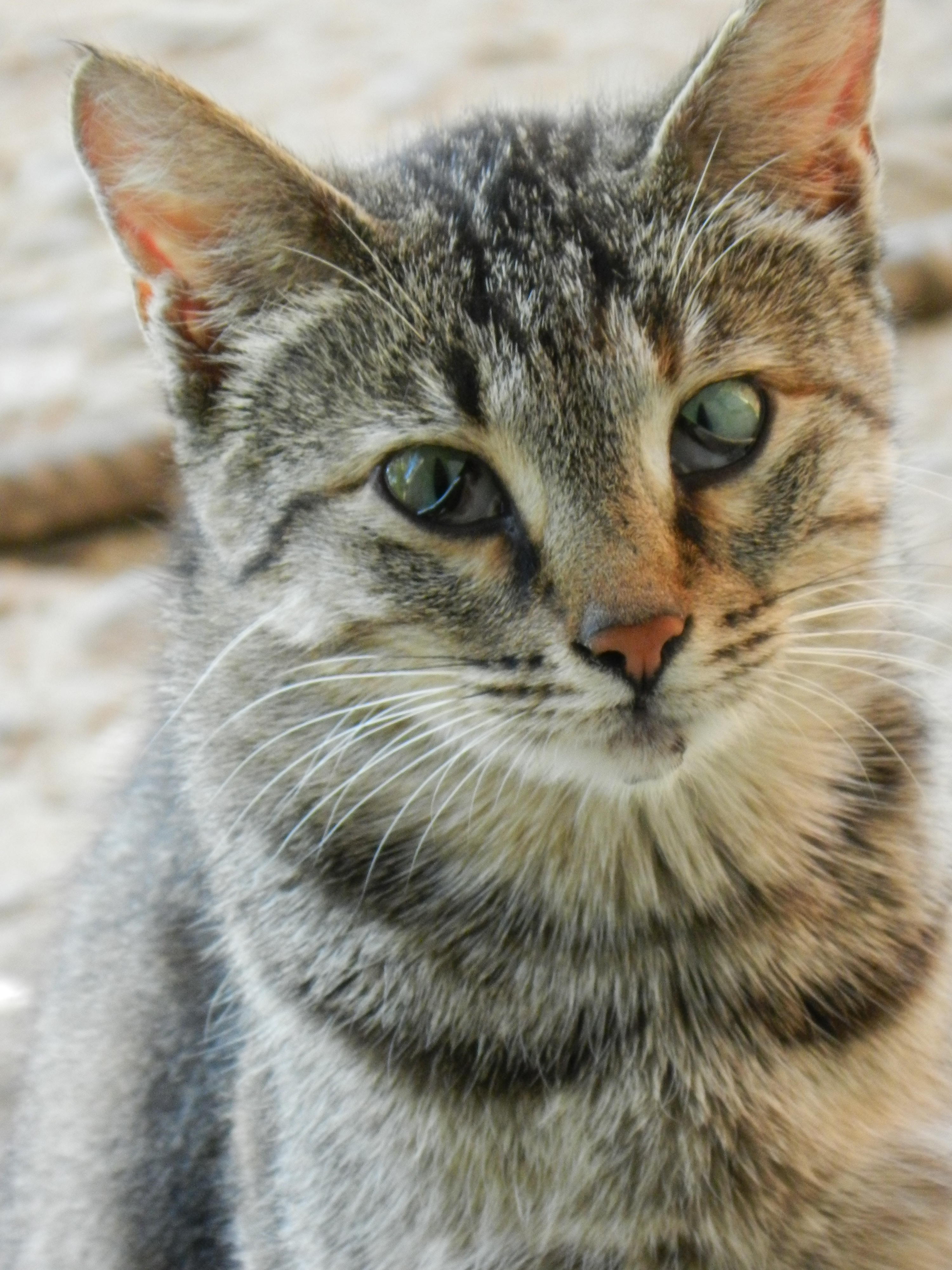
Membranes nictitantes persistant chez un chat malade.

La membrane nictitante n'est normalement pas visible chez les chats et les chiens, sauf en cas de mauvaise santé ou condition physique. Elle peut toutefois être clairement visible chez un animal en bonne forme lorsqu'il est endormi. Dans certaines portées de chiots, la membrane a tendance à glisser, occasionnant des yeux rouges aux animaux concernés.
Chez de nombreuses espèces, un stimulus sur le globe oculaire (tel qu'un jet d'air) déclenche un réflexe de la membrane nictitante. Ce réflexe est largement utilisé comme base d'expérimentation du conditionnement classique chez les lapins.

## Chez les primates

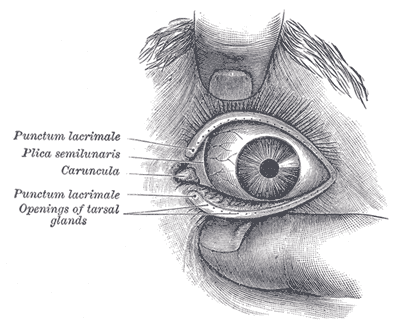
Schéma d'œil humain montrant la plica semilunaris vestigiale.

L'ensemble des primates, à l'exception de l'être humain, possède une membrane nictitante bien développée mais seule celle d'Arctocebus calabarensis est pleinement fonctionnelle. 
Chez l'être humain, elle s'est atrophiée pour devenir une structure vestigiale nommée pli semi-lunaire de la conjonctive. Elle permet un drainage lacrymal et une plus grande rotation du globe oculaire. 